# Cynorkis uncata
Cynorkis uncata är en orkidéart som först beskrevs av Robert Allen Rolfe, och fick sitt nu gällande namn av Friedrich Fritz Wilhelm Ludwig Kraenzlin. Cynorkis uncata ingår i släktet Cynorkis, och familjen orkidéer. Inga underarter finns listade i Catalogue of Life.